# Kole Calhoun
Kole Alan Calhoun (Buckeye, 14 ottobre 1987) è un giocatore di baseball statunitense, esterno destro svincolato della Major League Baseball.

## Carriera

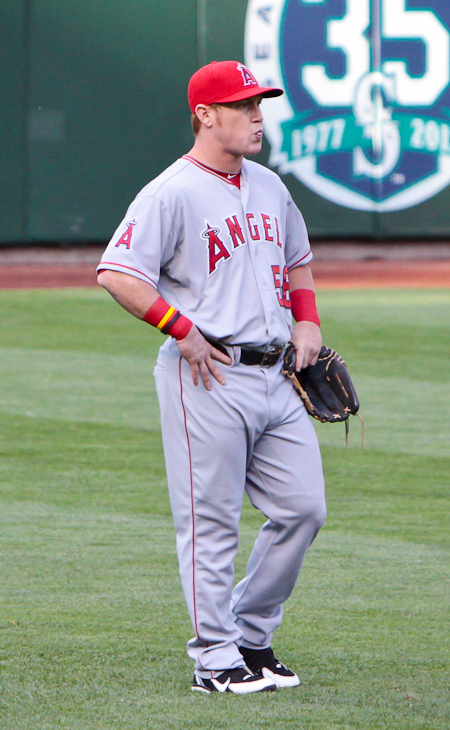
Calhoun con gli Angels of Anaheim nel 2012

### Inizi e Minor League (MiLB)
Calhoun frequentò la Buckeye High School nella sua città natale a Buckeye, Arizona. Crebbe come tifoso degli Arizona Diamondbacks, franchigia creata nel 1998 quando Kole aveva 10 anni. Terminati gli studi superiori si iscrisse prima allo Yavapai College di Prescott e successivamente all'Arizona State University di Tempe. Da quest'ultima, venne selezionato nel 8º turno del draft MLB 2010 dai Los Angeles Angels of Anaheim, che lo assegnarono nella classe Rookie. Disputò la stagione 2011 nella classe A-avanzata e iniziò la stagione 2012 nella Tripla-A.

### Major League (MLB)
Calhoun debuttò nella MLB il 22 maggio 2012, al Coliseum di Oakland contro gli Oakland Athletics, sostituendo nella parte bassa del nono inning Mark Trumbo come esterno destro, senza svolgere nessun turno di battuta. Il 23 maggio sempre contro gli Athletics, colpì la sua prima valida, un doppio, nel suo secondo turno di battuta. Concluse la stagione con 21 partite disputate nella MLB e 105 nella Tripla-A.
Il 2 agosto 2013 contro i Blue Jays, Calhoun realizzò quattro valide consecutive a partire dal suo secondo turno di battuta. La sua quarta valida della partita fu il suo primo fuoricampo, un home run da due punti. Concluse la stagione con 58 presenze nella MLB e 59 nella Tripla-A.
Iniziò la stagione 2014 come esterno destro titolare, ma dopo 14 partite venne inserito nella lista degli infortunati per una distorsione della caviglia destra. Tornò disponibile il 21 maggio, condividendo il suo ruolo con Collin Cowgill.
Nel 2015 venne premiato con il suo primo guanto d'oro.
Il 30 dicembre 2019, Calhoun firmò un contratto biennale con gli Arizona Diamondbacks, con inclusa un'opzione della squadra per la stagione 2022. In questi due anni Calhoun fu vittima di diversi infortuni e la squadra rinunciò ad esercitare l'opzione per il 2022. Nel 2021 Calhoun risultò essere il più lento fra i giocatori del suo ruolo nella corsa fra le basi, con una velocità media di 24,7 piedi al secondo
Il 30 novembre 2021, Calhoun firmò un contratto di un anno con i Texas Rangers. Il 27 maggio 2022 mise a segno la sua millesima battuta valida nella MLB.
Dopo aver firmato un contratto con i Los Angeles Dodgers per la stagione 2023, il 4 agosto Calhoun fu ceduto ai Cleveland Guardians che lo inserirono immediatamente nel roster della prima squadra.

## Palmares
- Guanto d'oro: 1

2015
- Giocatore della settimana nella NL: 1

20 settembre 2020